# Samuel Alabi
Samuel Alabi Borquaye (* 6. Mai 2000) ist ein ghanaischer Fußballspieler.

## Karriere
Alabi begann seine Laufbahn beim Erstligisten Dreams FC in seinem Heimatland. Zur Saison 2019/20 wechselte er nach Israel zum MS Aschdod. Im September 2019 debütierte er in der erstklassigen Ligat ha’Al, als er am 3. Spieltag gegen Hapoel Be’er Scheva in der 52. Minute eingewechselt wurde. Bis Saisonende kam er zu 23 Einsätzen in der höchsten israelischen Spielklasse, wobei er ein Tor erzielte. Nach einer weiteren Ligapartie für Aschdod schloss er sich im September 2020 dem Schweizer Erstligisten FC Luzern an. In seiner Premierenspielzeit absolvierte er aufgrund mehrerer Verletzungen nur sieben Spiele in der Super League, gewann aber im Mai 2021 den nationalen Pokal durch einen Einsatz im Viertelfinale gegen den FC Lugano. Wegen eines Kreuzbandrisses fiel er ab Mai 2021 lange aus und verpasste einen Großteil der anschließenden Saison 2021/22. Zur Saison 2022/23 wurde der Mittelfeldakteur zwecks Spielpraxis an seinen ehemaligen Verein MS Aschdod verliehen, verletzungsbedingt bestritt er dort aber ebenfalls nur sechs Spiele, ehe die Leihe im Frühjahr 2023 vorzeitig abgebrochen wurde. Im Sommer 2023 wurde Alabi an den Schweizer Zweitligisten FC Baden verliehen. Nach einem Kreuzbandriss im Juli 2023 wurde die Leihe aufgrund der Verletzung Ende Dezember 2023 vorzeitig beendet und er kehrte nach Luzern zurück. Im folgenden Sommer wurde sein Vertrag jedoch nicht mehr verlängert und Alabi war bis zum 1. November 2024 vereinslos, ehe ihn der slowakische Zweitligist FC Petržalka 1898 verpflichtete.

## Erfolge
- Schweizer Pokalsieger: 2021